# Катанов Віктор Володимирович
Ві́ктор Володи́мирович Ката́нов (1982—2014) — солдат 55-ї окремої артилерійської бригади Збройних сил України, учасник російсько-української війни.

## З життєпису
Народився 1982 року в місті Запоріжжя. Закінчив Запорізьку ЗОШ № 83 1997-го. Здобув середню спеціальну освіту в Запорізькому машинобудівному ВПУ. Працював на заводі «Комунар» електрогазозварювальником. Пройшов строкову службу в лавах ЗСУ. Після демобілізації повернувся на заводі «Комунар», перейшов до ливарного цеху виробництва «Автомашлитво» Одружитися не встиг.
Мобілізований 31 липня 2014 року. З 2 серпня проходив військову підготовку на полігоні «Близнюки». Вранці 25 серпня 2014 вогневу позицію 3-ї батареї було обстріляно шквальним вогнем з мінометів терористами та артилерією російської армії. Внаслідок цього обстрілу Катанов зазнав смертельного поранення — осколок влучив у пахову артерію, велика втрата крові.
Похований в Запоріжжі на Первомайському кладовищі 3 вересня 2014 року. Без єдиного сина лишилася мама Катанова Марія Григорівна.

## Нагороди та вшанування
За особисту мужність і героїзм, виявлені у захисті державного суверенітету та територіальної цілісності України, вірність військовій присязі під час російсько-української війни
- нагороджений орденом «За мужність» III ступеня (26.2.2015, посмертно).
- у квітні 2016-го в школі, яку він закінчив, відкрито меморіальну дошку його честі.
- Його портрет розміщений на меморіалі «Стіна пам'яті полеглих за Україну» у Києві: секція 3, ряд 10, місце 12
- Вшановується 25 серпня на щоденному ранковому церемоніалі вшанування українських захисників, які загинули цього дня у різні роки внаслідок російської збройної агресії[2]
- Почесний знак «За Іловайськ»
- Орден «За заслуги перед Запорізьким краєм» II ступеня[3]